# Nagyszénás
Nagyszénás is een plaats (nagyközség) en gemeente in het Hongaarse comitaat Békés. Nagyszénás telt 5739 inwoners (2002).